# رولاند فايتزينبوخ

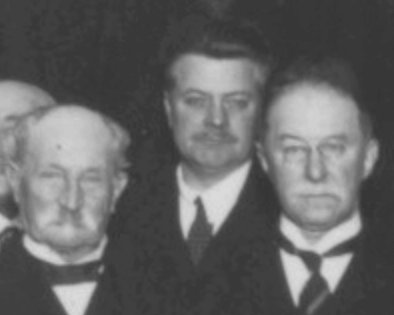
من اليسار إلى اليمين:دييدريك كورتفيغ، رولاند فايتزينبوخ، ريميلت سيسينغ، 1926 في أمستردام.

رولاند فايتزينبوخ (بالألمانية: Roland Weitzenböck)‏ (26 مايو 1885-24 يوليو 1955) هو رياضياتي نمساوي كان يشتغل بالهندسة التفاضلية. عين بروفيسورا للرياضيات في جامعة أمستردام سنة 1923 بمبادرة من براور، بعد أن رفض هيرمان فايل عرض براور.

## وصلات خارجية
- رولاند فايتزينبوخ في شجرة علماء الرياضيات